# Hans Philipp (Geograph)
Hans Philipp (vollständiger Name Hans Hugo Rudolf Philipp; * 23. Dezember 1884 in Berlin; † 17. Februar 1968 in Schondorf am Ammersee) war ein deutscher Gymnasiallehrer und Geografiehistoriker.

## Leben
Hans Philipp, der Sohn des Fabrikanten Rudolf Philipp, besuchte das Köllnische Gymnasium und studierte nach der Reifeprüfung (11. September 1906) Geschichte, Klassische Philologie und Geografie an der Berliner Universität. Seit 1906 war er Mitglied der Berliner Burschenschaft Rugia. Am meisten prägte ihn der Geografiehistoriker Wilhelm Sieglin, der seit 1899 das Seminar für historische Geografie leitete. Bereits während des Studiums arbeitete Philipp als geschäftsführender Assistent am Seminar. Im Sommersemester 1911 wurde er zum Abschluss einer größeren wissenschaftlichen Arbeit freigestellt. Nach seiner Promotion zum Dr. phil. am 20. Dezember 1911 legte Philipp am 4. Februar 1913 die Lehramtsprüfung in den Fächern Latein, Griechisch und Geschichte ab. Nach dem Seminarjahr am Gymnasium Steglitz (ab Ostern 1913) und dem Probejahr am Köllnischen Gymnasium (ab Ostern 1914) wurde Philipp zum 1. April 1915 als wissenschaftlicher Hilfslehrer am Gymnasium Steglitz angestellt. Am Ersten Weltkrieg nahm er nicht teil. Zum 1. April 1918 wurde Philipp am Gymnasium Steglitz als Oberlehrer fest angestellt. Später wurde er zum Studienrat ernannt.
Nach dem Ende des Zweiten Weltkriegs zog Hans Philipp nach Schondorf am Ammersee, wo er noch einige Jahre am Landschulheim unterrichtete.
Neben dem Schuldienst war Philipp wissenschaftlich tätig. Als Experte der antiken Geografie überarbeitete er mehrere historische Karten von Heinrich Kiepert und verfasste zahlreiche Artikel für die Realenzyklopädie der klassischen Altertumswissenschaft (RE). Für die Schule erstellte er Quellensammlungen und -darstellungen. Sein Schwerpunkt wurde die Germania des Tacitus.

## Schriften (Auswahl)
- Geographie des Erdkreises von Pomponius Mela. Teil 1: Mittelmeerländer. Leipzig 1912
- Geographie des Erdkreises von Pomponius Mela. Teil 2: Ozeanländer. Leipzig 1912
- Die historisch-geographischen Quellen in den etymologiae des Isidorus von Sevilla. Teil 1: Quellenuntersuchung. Berlin 1912 (erweiterte Dissertation)
- Die historisch-geographischen Quellen in den etymologiae des Isidorus von Sevilla. Teil 2: Textausgabe und Quellenangabe Berlin 1913
- Pomponius Mela: Wie sich die alten Römer den Erdkreis vorstellten. Leipzig 1918
- Cicero nach der Catilinarischen Verschwörung und in der Verbannung. Frankfurt am Main 1925
- Tacitus: Germania. Ein Ausschnitt aus der Entdeckungsgeschichte der Germanenländer durch Griechen und Römer. Leipzig 1926. Zweite Auflage unter dem Titel: Tacitus’ Germania: Die Entdeckungsgeschichte der Germanenländer nach Tacitus und anderen Quellen. Leipzig 1936
- Zeitgenossen und Zeitereignisse im Briefwechsel des Plinius. Frankfurt am Main 1926
- Cicero und seine Zeitgenossen in den Jahren um und nach Caesars Tod. Frankfurt am Main 1927
- mit Walther Gehl: Germania / Cornelius Tacitus. Übersetzt und mit Anmerkungen versehen. Breslau 1931, DNB 36286053X